# Шрода Велкополска
Шро̀да Велкопо̀лска (на полски: Środa Wielkopolska; на немски: Schroda) е град в Централна Полша, Великополско войводство. Административен център е на Шродски окръг и Шродска община. Заема площ от 17,98 км2.

## География
Градът се намира в историческия регион Великополша.
Разположен е във физикогеографския макрорегион Великополска езерна област. Отстои на 25 км югоизточно от Познан, на 21 км североизточно от Шрем и на 26 км югозападно от Вжешня.

## История
В периода (1975 – 1998) градът е част от Познанското войводство.

## Население
Населението на града възлиза на 23 124 души (2017). Гъстотата е 1286 души/км2.
Демографско развитие:

## Личности
Родени в града:
- Артур Грайзер – немски политик, обергрупенфюрер от СС
- Клаус фон Клицинг – немски физик, нобелов лауреат
- Данута Мушинска-Заморска – полска художничка
- Рафал Верушевски – полски лекоатлет, олимпийски медалист
- Фридеман Бергер – немски писател
- Франц Мертенс – немски математик

## Градове партньори
- Vitré (Ille-et-Vilaine), Франция
- Простейов, Чехия

## Фотогалерия
- Мемориал в памет на Катинските разстрели
- Железопътната гара
- Паметник на Ян Хенрик Домбровски
- Захарната рафинерия